# Лысенко, Никита Станиславович
Никита Станиславович Лысенко (13 мая 2001, Краснодар) — российский футболист, защитник белорусского клуба «Молодечно-2018».

## Биография
Воспитанник краснодарского футбола. Первый тренер — Александр Сергеевич Кайванов. На профессиональном уровне дебютировал в составе краснодарского «Урожая» (позднее сменившего название на «Кубань»). Затем выступал за ряд коллективов второй лиги.
Зимой 2025 года Лысенко перешел в клуб киргизской Премьер-Лиги «Барс» (Каракол). Дебютировал в местной элите защитник 10 марта 2025 года в матче против команды «Азиягол» (1:1), проведя на поле 60 минут.

## Семья
Отец Станислав Лысенко (род. 1972) - бывший футболист, а ныне спортивный руководитель.